# 토머스 세커
토머스 세커(Thomas Secker, 1693년-1768년 8월 3일)는 캔터베리 대주교이다.
노팅엄 출신으로 1735년 브리스톨 주교가 되었고, 1758년 캔터베리 대주교가 되었다.